# Freaking Out
Freaking Out è un singolo degli Adema, il terzo e ultimo estratto dal loro omonimo album di debutto, pubblicato il 15 febbraio 2002.

## Il brano
Parlando di Freaking Out, il cantante Mark Chavez ha detto: 
Nell'EP Insomniac's Dream è presente una versione del brano remixata da Chris Vrenna.

## Tracce
1. Freaking Out – 3:36

## Classifiche
| Classifica (2002)             | Posizione massima |
| ----------------------------- | ----------------- |
| Stati Uniti (alternative)     | 36                |
| Stati Uniti (mainstream rock) | 25                |